# Pré-história da França
A Pré-história da França é o período da ocupação humana da região atualmente conhecida como França que durou do Paleolítico até meados da Idade do Ferro, terminando aproximadamente com o surgimento da cultura La Tène.

## Paleolítico

### Paleolítico Inferior
Na França foram encontrados sítios do Paleolítico Inferior, de estilo olduvaiense e acheulense, tendo sido habitada neste período por espéciees mais antigas tais como o homo erectus e o homo heidelbergensis. Cavernas eram as principais habitação durante este período, porém há evidências de que caçadoress-coletores construíram abrigos como os identificados com ferramentas acheulenses em sítios arqueológicos próximos à Nice.

### Paleolítico Médio
No início deste período (300 000 a.C.) o Homem de Neandertal (Homo neanderthalensis) chegou à região, vindo a desaparecer por volta de 30.000 a.C., possivelmente pela competição com o Homo sapiens por recursos. Muitos artefatos da cultura Neanderthal, ou Musteriense foram encontrados e datados deste período, ainda que sua confecção mais típica, o Talhe de Levallois, seja originária do Paleolítico Inferior.

Técnica do talhe Levallois (clique para ver).

### Paleolítico Superior
O primeiro homem moderno a entrar na França, o homem de cro-magnon, chegou a região por volta de 40.000 a.C., num período interglacial no qual a Europa estava relativamente quente e havia abundância de comida. Algumas das mais antigas obras de arte da humanidade, tais como esculturas e pinturas, são originárias deste período, com destaque para as pinturas na Caverna de Lascaux, uma verdadeira Capela Sistina da pré-história.

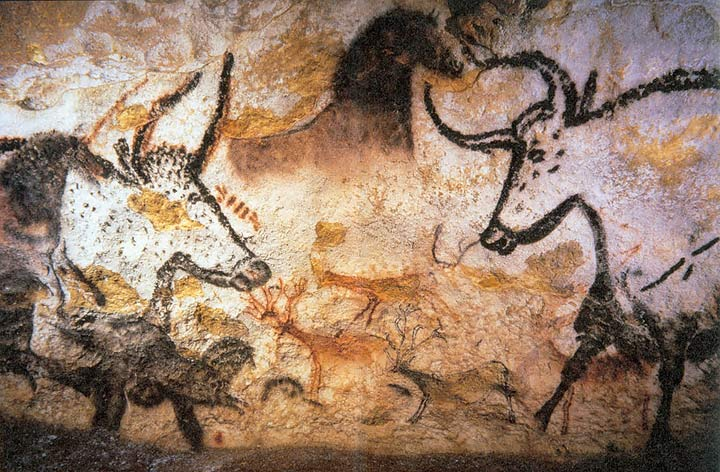
Pintura no interior da Caverna de Lascaux.

Uma das figuras mais comuns de arte pré-histórica são as Estatuetas de Vênus, pequenas estatuetas representando mulheres. Algumas destas são as primeiras cerâmicas conhecidas pelo homem.
Muitos especialistas às vezes se referem à "Região Franco-Cantábrica" para descrever o Sul da França e o Norte da Espanha no final do paleolítico, área de grande densidade para sua época.

## Mesolítico

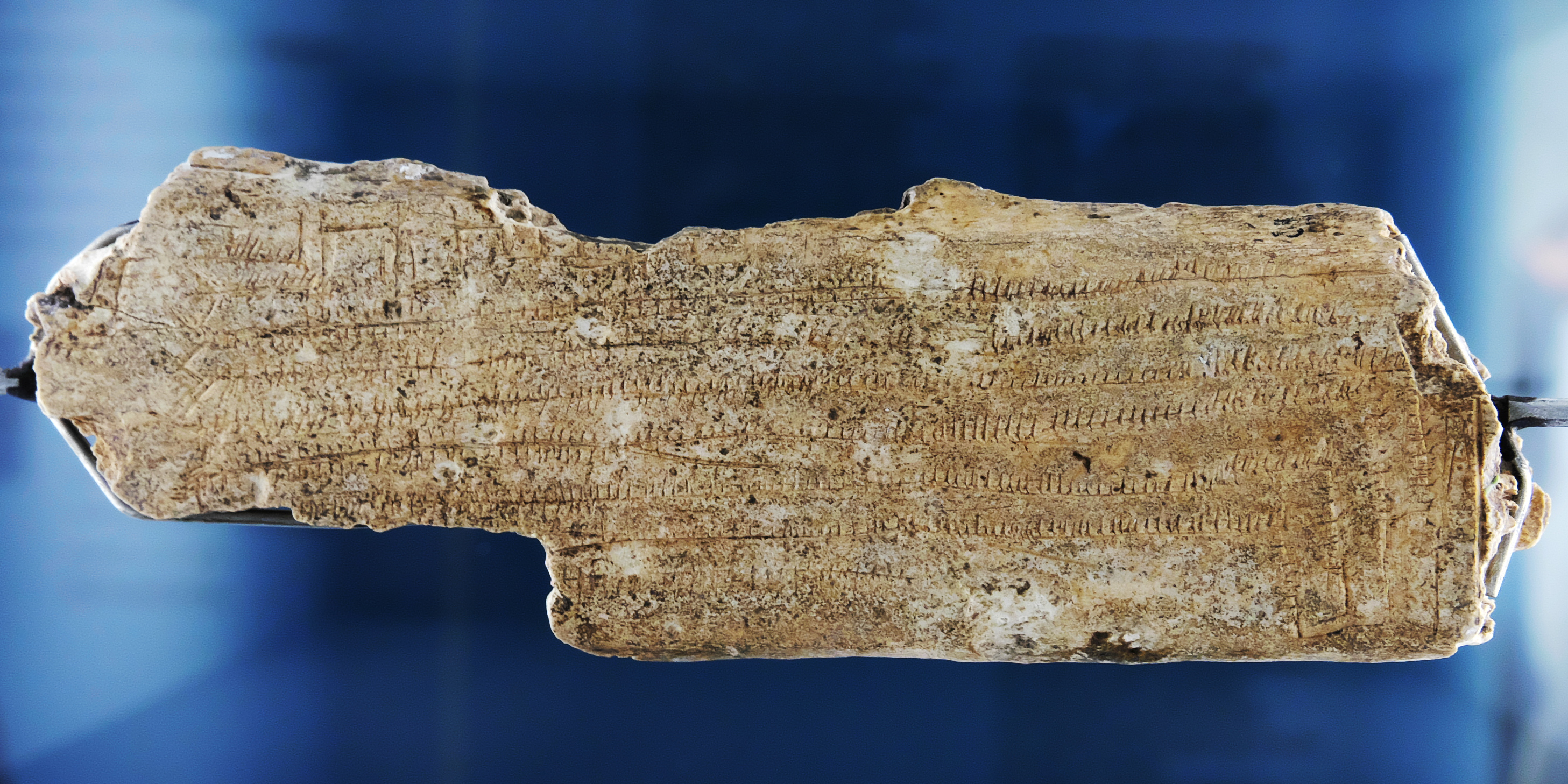
Osso esculpido de Thais, França, Museu de Valence-sur-Rhône, Arte e Arqueologia.

Na transição entre o paleolítico e o mesolítico(13000 a.C. até o surgimento da agricultura), há o desenvolvimento da cultura magdaleniana. No sudoeste da França e em parte da Espanha se desenvolve a cultura aziliana, que co-existe com outros povos da época.
Os arqueólogos não tem certeza se houve alguma imigração mesolítica para a Europa. Se as migrações do neolítico foram indo-europeias, então os bascos, que possuem uma língua e constituição genética única teriam chegado à sua atual região durante o mesolítico. No entanto, muitos creem que este grupo único teria se estabelecido nos Pirenéus durante o neolítico e o começo da idade do bronze.

## Neolítico
Durante o Neolítico, que na Europa durou aproximadamente 3000 anos (4500-1700 a.C.) e foi caracterizado pelo fortalecimento da agricultura (a chamada Revolução neolítica), o surgimento de cerâmicas, estátuas e outras expressões culturais mais complexas e o surgimento de maiores povoamentos, houve uma expansão de povos do sudoeste asiático em direção à Europa. Esta expansão foi o fim de muitas das culturas do Mesolítico e coincidiu com a chegada dos primeiros falantes de línguas indo-europeias, ainda que tais linguagens só tenham se estabelecido na idade do bronze.

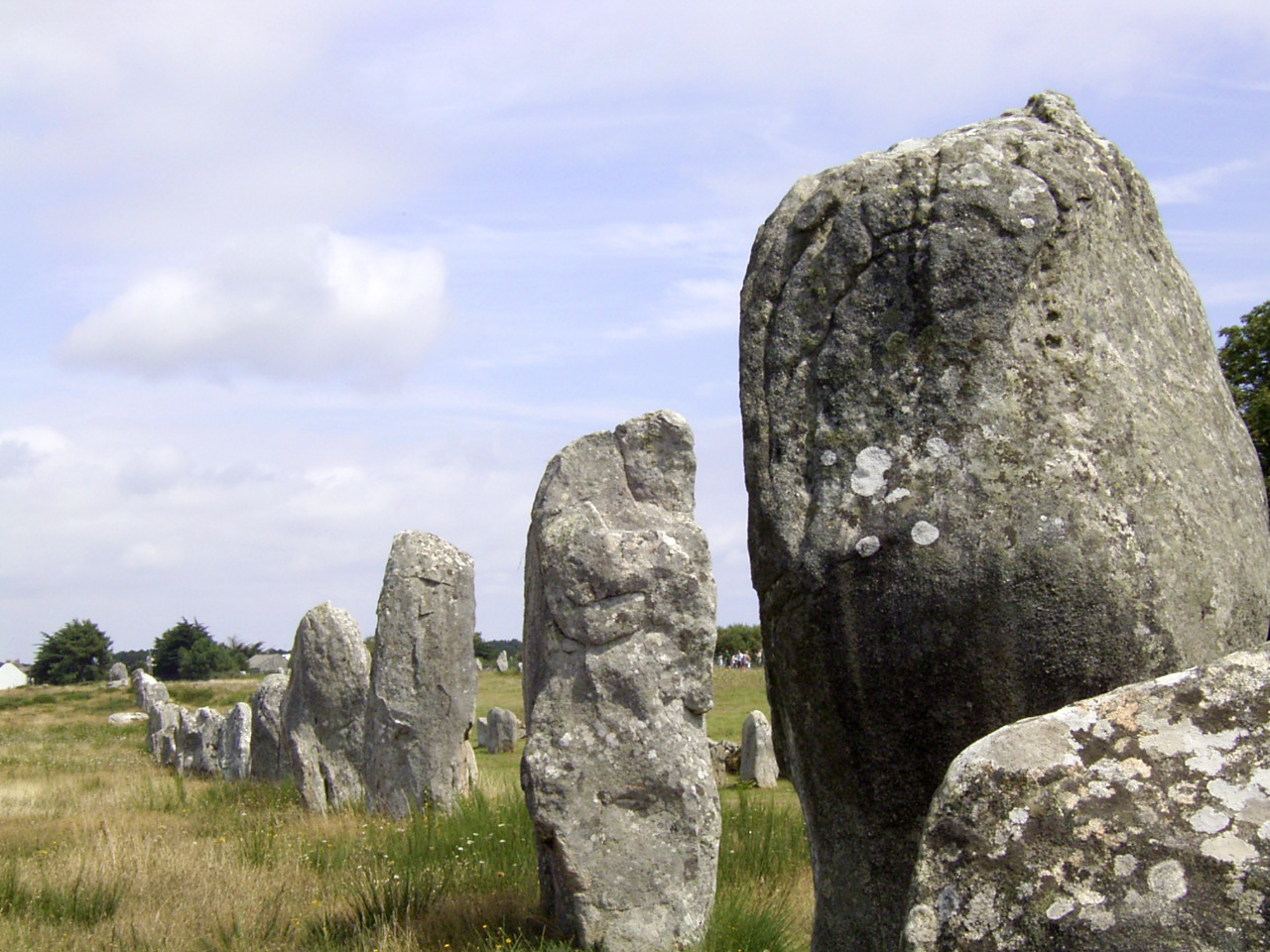
As Rochas de Carnac, datadas de meados do Neolítico e localizadas no noroeste da França.

Ainda que alguns povoamentos já tivessem um tamanho considerável, de modo geral as pessoas viviam em pequenos agrupamentos, baseados em famílias. Ainda que muitos agrupamentos tenham permanecidos pequenos, seu estilo de vida, com relação às épocas anteriores foi severamente alterado. Já quase não havia mais caçadores-coletores na atual França. Em seu lugar havia pequenos povoados que sobreviviam da criação de animais e da agricultura. Tais novas fontes de alimentos permitiram a criação de culturas cada vez mais complexas e organizadas. A esse ponto havia começado um maior estabelecimento de povos ao norte da França, em especial na Armórica, a atual Bretanha. Também começou a haver um maior estabelecimento nos planaltos e planícies franceses, tais como no vale do Rio Loire e no Rio Sena.

## Idade do Bronze

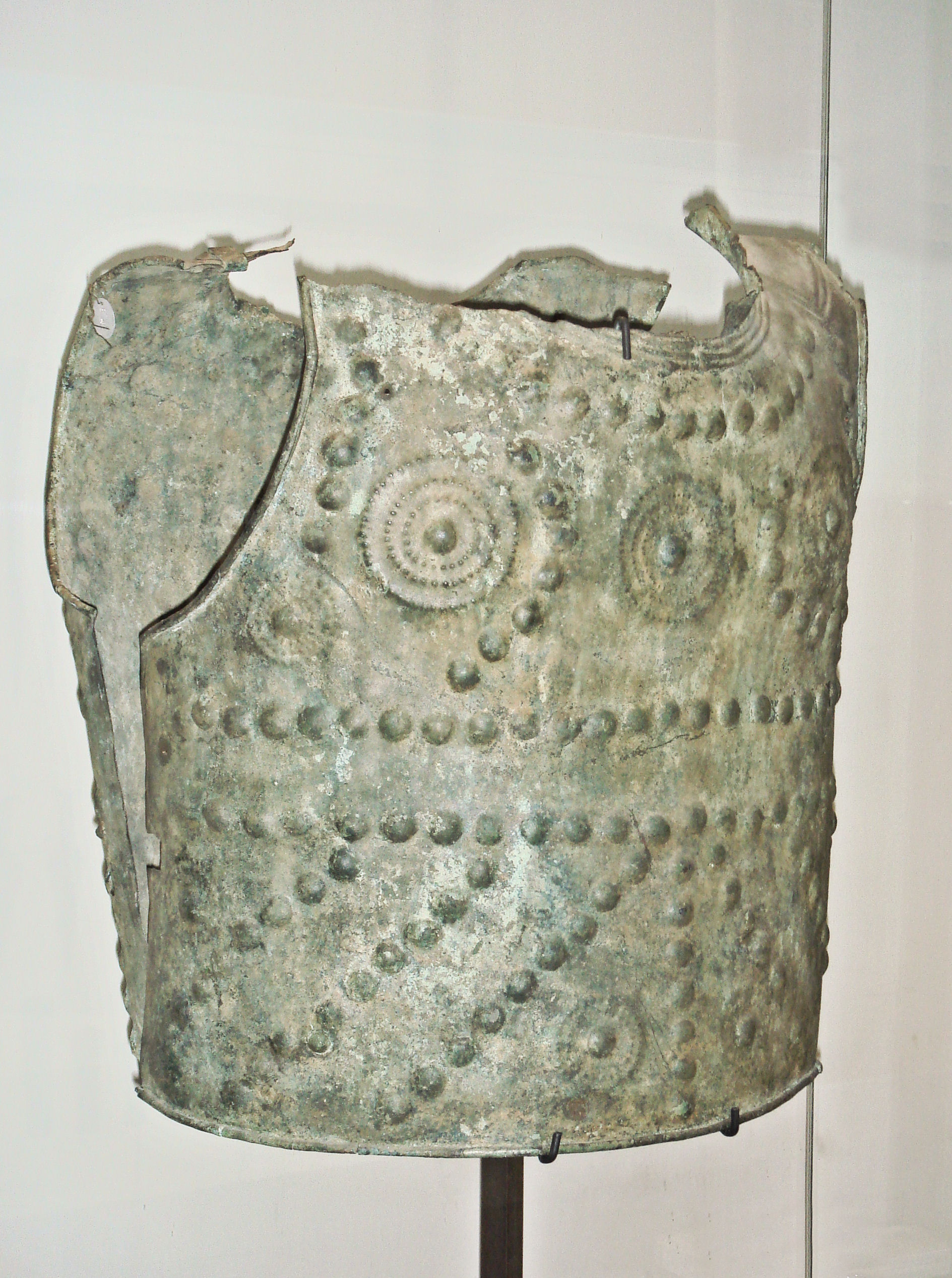
Armadura de bronze datada no século VII a.C. encontrada em Grenoble.

Muitos creem que foi durante a Idade do Bronze, que durou por volta de 1000 anos (1700 a.C. a 700 a.C.), que surgiram as bases para as futuras culturas Celta e, posteriormente, Gaulesa. É nessa época que é normalmente datada a chegada de povos não indo-europeus, tais como os Iberos, os Ligúrios e os Bascos.

## Idade do Ferro

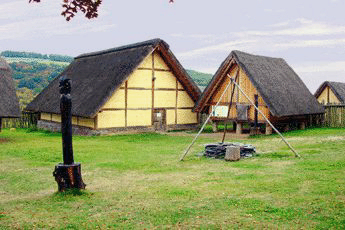
Reconstrução de um vila da Cultura La Tène típica do século primeiro a.C. em Bundenbach.

Por volta de 700 a.C. a 500 a.C. a Cultura de Hallstatt era a dominante no local, sendo a última antecessora comum de todas as línguas celtas. Após seu declínio, a cultura de La Tène tomou seu lugar, e dominou a região por aproximadamente 350 anos, de 450 a.C. até o primeiro século a.C., quando o Império Romano conquistou a França céltica e a renomeou como Gália.
Também foi durante este último período em que os Gregos e os Fenícios fundaram postos comerciais no litoral mediterrâneo, com destaque para Massália, fundada em 600 a.C. e que viria a se tornar a atual cidade de Marselha.